# Livo Zanardo
Livio Zanardo (Pieve di Cadore, 24 ottobre 1967) è un giocatore di curling italiano.
Ha fatto parte della nazionale italiana di curling ed ha partecipato a due campionati europei (Lillehammer 1990 e Chamonix 1991).